# Polar-Alpiner Botanischer Garten Kirowsk

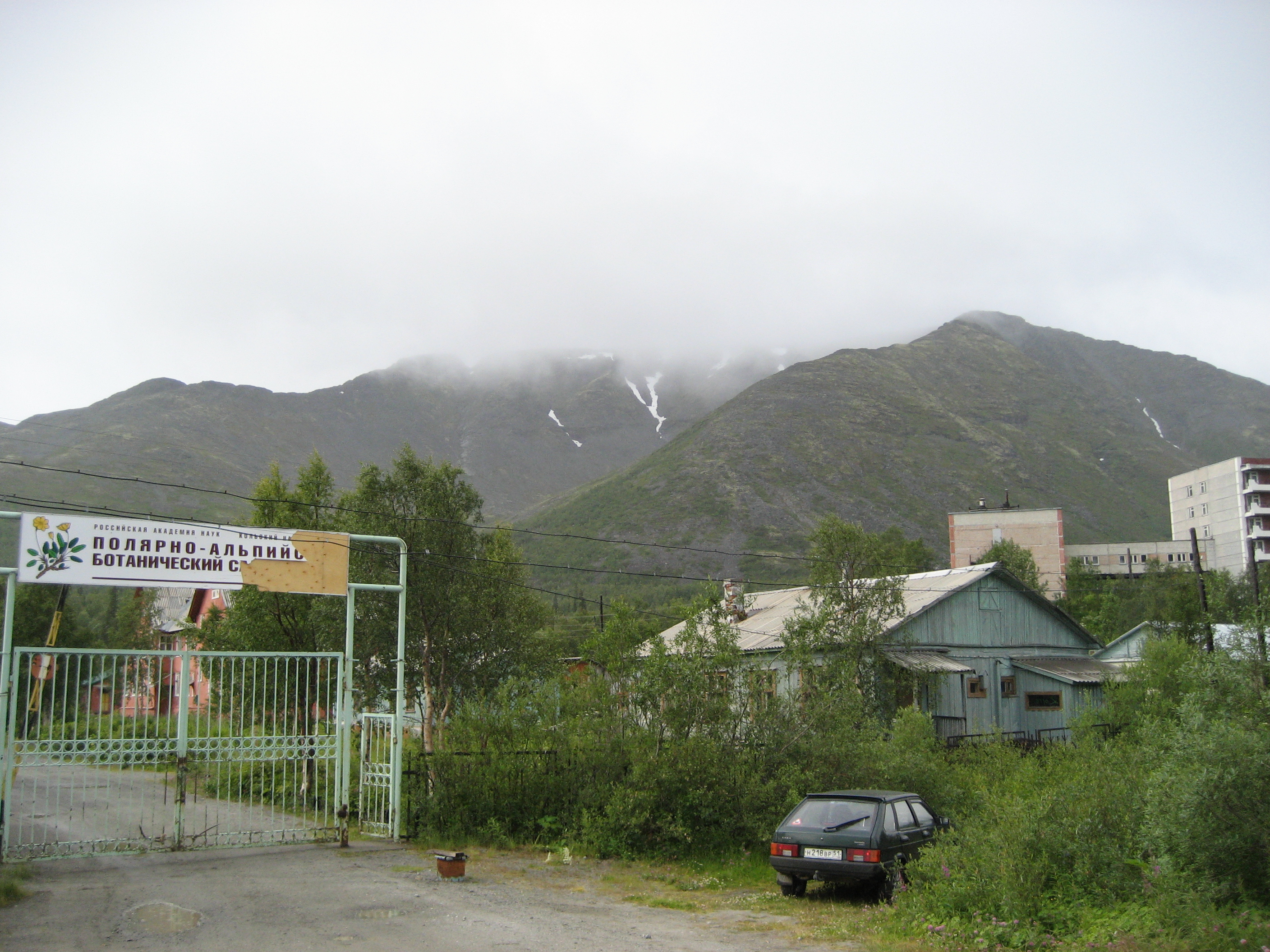
Eingang zum Botanischen Garten

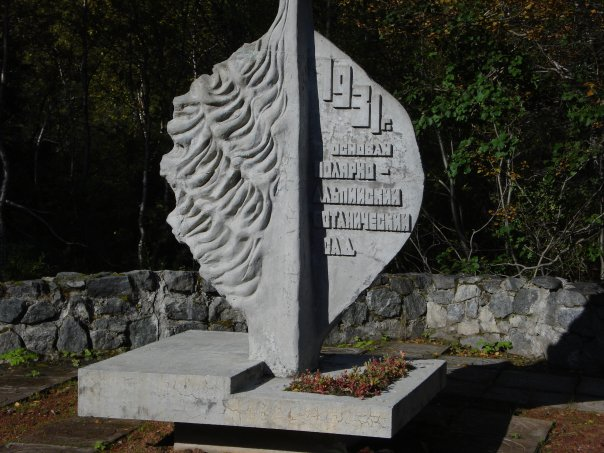
Das in Stein gemeißelte Emblem des Instituts (mit dem Gründungsjahr)

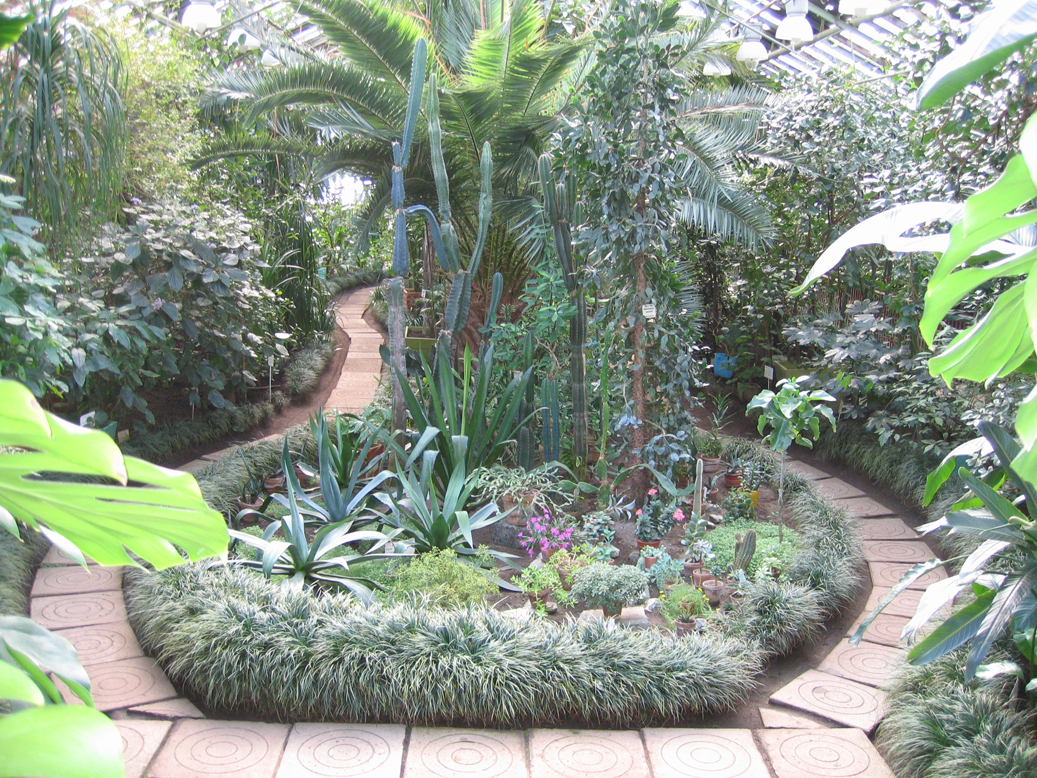
Innenansicht eines Gewächshauses

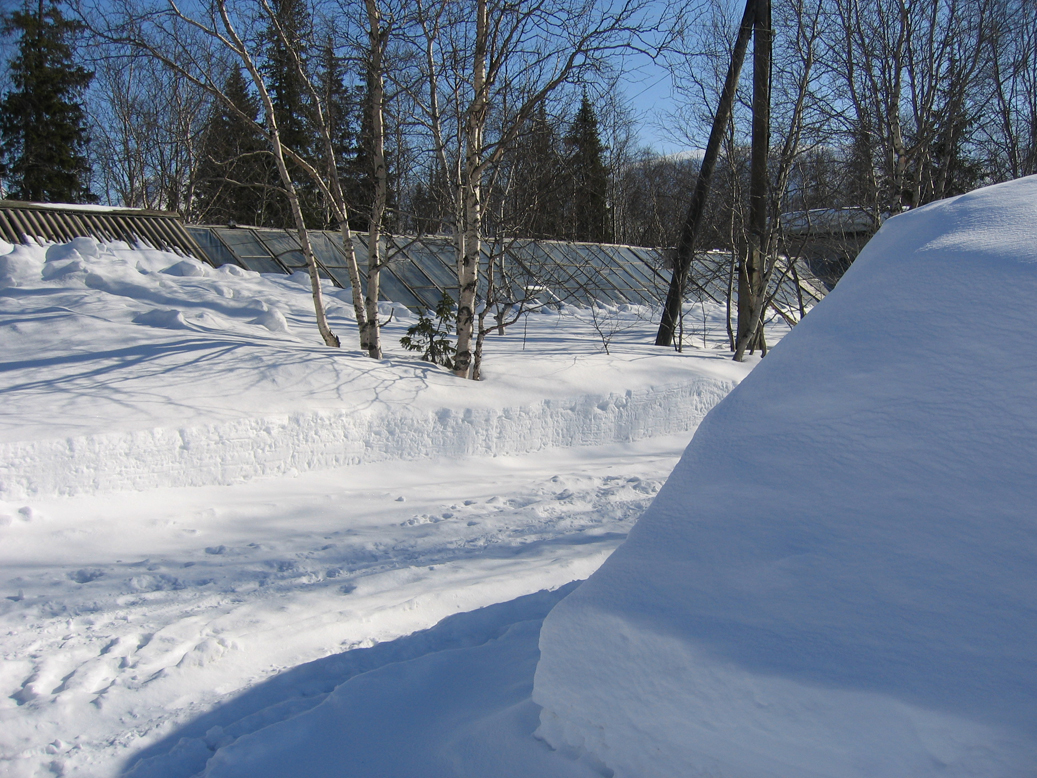
Gewächshaus im Botanischen Garten von außen – im April

Der Polar-Alpine Botanische Garten in Kirowsk, Oblast Murmansk, Russland, ist einer der drei nördlichsten botanischen Gärten der Welt. 

## Einführung
Er liegt im europäischen Teil Russlands jenseits des Polarkreises am Fuße der Chibinen, des Gebirges der Halbinsel Kola. Er wurde im Jahr 1931 gegründet. Die Gründung war von Nikolai Alexandrowitsch Awrorin vorgeschlagen worden, der auch lange Zeit sein Direktor war.
Der Botanische Garten beherbergt viele einheimische Pflanzen, aber auch Pflanzen aus allen Teilen der Welt, vor allem aus den Gebirgen (z. B. Kaukasus, Ural, Rocky Mountains) und aus Gebieten mit rauem Klima (z. B. Patagonien, Tschukotka). Der Botanische Garten ist eine der Sehenswürdigkeiten der Stadt Kirowsk. Er verfügt auch über Gewächshäuser, in denen eine Vielzahl von Pflanzen aus den Tropen und von Sukkulenten zu sehen sind.